# ヴァンピロス・レスボス
『ヴァンピロス・レスボス』（独: Vampyros Lesbos – Erbin des Dracula, 西: Las Vampiras, 英: Vampiros lesbos）は、1971年に製作された西ドイツ・スペインの合作映画。
日本においては、2016年9月に行われた「カナザワ映画祭2016」にて上映された。

## キャスト
- カロディ：ソルダード・ミランダ
- リンダ：エヴァ・ストロンベルグ
- オマー：アンドレス・モナレス
- セワード：デニス・プライス
- シュタイナー：ポール・ミューラー